# آنتونیو پورتا
آنتونیو پورتا (ایتالیایی: Antonio Porta؛ زادهٔ ۲۸ اکتبر ۱۹۸۳) بازیکن بسکتبال اهل آرژانتین است.
از باشگاه‌هایی که در آن بازی کرده‌است می‌توان به اشاره کرد.
وی در مسابقات کشوری و بین‌المللی در مجموع برندهٔ ۱ مدال طلا، ۲ مدال نقره، ۲ مدال برنز شده‌است.